# Оспрейз
«Оспрейз» (англ. Ospreys, валл. Y Gweilch — «скопы») — валлийский регбийный клуб, выступающий в Про12 и кубке Хейнекен. Команда, в прошлом также носившая название «Нит-Суонси Оспрейз», является одним из четырёх профессиональных коллективов Уэльса.
Клуб создан в результате объединения команд «Нит» и «Суонси». Слияние проведено в рамках программы по территориальной реорганизации валлийского регби, стартовавшей в 2003 г. В иерархию, венчаемую «Оспрейз», входят несколько полупрофессиональных и любительских команд: «Аберэйвон», «Бридженд Рэйвенс» и, собственно, «Нит» и «Суонси». Условный регион, который представляет команда, стал широко известен под названием «Оспрейлия» (англ. Ospreylia).
Основная арена «Оспрейз» — «Swansea.com» в Суонси, способная вместить 20 520 зрителей. Некоторые второстепенные встречи проходят на стадионе «Брюэри Филд» в Бридженде. Клуб на данный момент выступает в чёрном дома и в бело-оранжевом на выезде. На логотипе команды изображена морда скопы.
Валлийский коллектив является наиболее успешным участником Кельтской лиги и её преемника — Про12. Регбисты становились чемпионами первенства четырежды. Кроме того, «Оспрейз» — первый и единственный клуб из Уэльса, переигравший сильную иностранную сборную: «скопы» выиграли у «Уоллабис» со счётом 24:16 в 2006 г.

## История

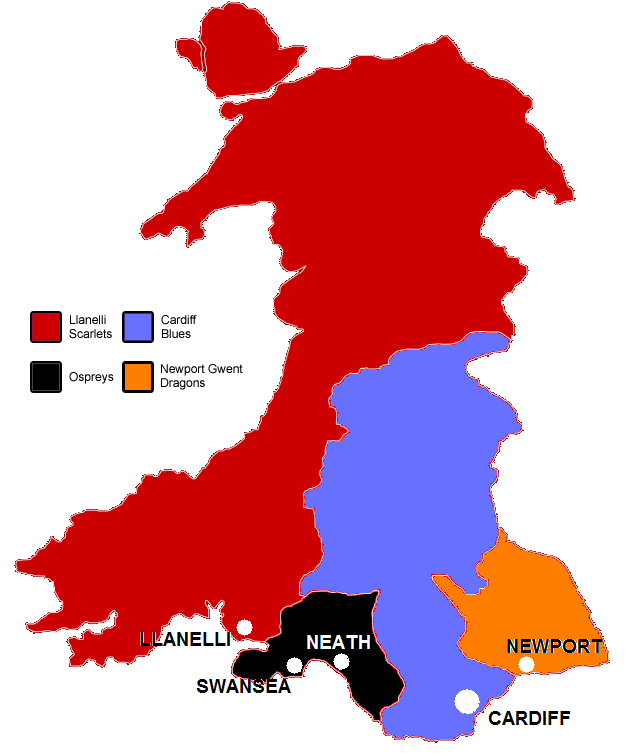
Четыре региональных регбийных союза Уэльса

### Создание
24 июля 2003 года было объявлено, что регбийные клубы «Нит» и «Суонси» будут объединены под названием «Нит-Суонси Оспрейз». Выбор названия во многом был вдохновлён изображением скопы на эмблеме «Суонси», посвящённой столетию клуба. Бывший тренер «Нита» Лин Джонс был назначен главой тренерского штаба новой команды и выбрал Скотта Гиббза в качестве первого в истории капитана «Оспрейз». 5 сентября того же года клуб провёл первую игру, в которой одолел ирландцев из «Ольстера» со счётом 41:30. Дебют валлийцев на европейской арене состоялся в матче с «Лидс Тайкс»: команды встретились в рамках кубка Хейнекен 7 декабря. Однако соперники на этот раз оказались сильнее, и победу праздновали англичане (20:29). Регбистам из Уэльса не удалось исправить ситуацию в дальнейшем, и «Оспрейз» покинули первый для себя розыгрыш кубка по итогам группового этапа, заняв последнее место. Единственную победу «скопы» оформили в ответной игре с «Лидсом». Во внутреннем первенстве дела команды обстояли несколько лучше. Клуб показал не худший результат среди валлийских коллективов, обогнав «Кардифф Блюз».
1 июня 2004 г. прекратил деятельность клуб «Селтик Уорриорз»,, что расширило территории, подведомственные структуре «Оспрейз», за счёт присоединения большей части областей Бридженда и Огмора. При этом было решено, что домашние игры не будут проводиться на «Брюэри Филд» в Бридженде — причиной тому стали логистические затруднения. К команде присоединились бывшие игроки «Уорриорз» Дэвид Бишоп, Брент Кокбейн, Райан Джонс и Сонни Паркер.

### 2004—2007
В сезоне 2004/05 игра команды заметно улучшилась. 26 марта 2005 г. на глазах у 10 280 зрителей «Оспрейз» взяли свой первый трофей. Победив «Эдинбург» со счётом 29:12, валлийцы завоевали золотые медали Кельтской лиги за два тура до её завершения. В кубке Хейнекен клуб дважды обыграл «Харлекуинс», но этого оказалось недостаточно, чтобы превзойти «Манстер» и выйти из группы. 14 мая 2005 г. стало известно, что часть названия «Нит-Суонси» упразднена, и отныне команда именуется просто «Оспрейз».
Растущие ожидания постепенно увеличивали давление на регбистов. В регулярном чемпионате Кельтской лиги 2005/06 команда заняла только седьмое место. В Европе ситуация также была напряжённой, в одну группу с валлийцами попали «Лестер Тайгерс», «Стад Франсе» и «Клермон-Овернь». В результате клуб не смог подняться выше третьего места, которое не позволяло сыграть в плей-офф. Впрочем, болельщикам тот розыгрыш запомнился домашней победой над французской командой и поражение от «Лестера» в последнем матче. В апреле 2006 г. поступило сообщение о подписании бывшего скрам-хава «Олл Блэкс» Джастина Маршалла.
В ноябре 2006 г., когда стало очевидно, что сборная «А» Уэльса не сможет сыграть с Австралией, «Оспрейз» стали первым валлийским региональным клубом (за всю историю региональных клубов), который провёл матч с национальной сборной. Этот факт ещё более примечателен тем, что «скопы» выиграли со счётом 24:16. После этой победы в популярной культуре укоренился термин «Оспрейлия», а местные болельщики стали именоваться «оспрейлийцами» (англ. Ospreylians). Питер Блэк, член Национальной ассамблеи Уэльса от юго-запада страны, написал в своём блоге, что в законодательном органе он представляет Оспрейлию.
«Оспрейз» повторили успех двухлетней давности, став чемпионами Кельтской лиги в сезоне 2006/07. Взойти на вершину турнирной таблицы им помогло единственное очко превосходства над преследователями. В последнем туре «скопы» выиграли у «Бордерс» на территории соперника. Второй успех клуба в чемпионате стал первым случаем, когда команда выигрывала турнир дважды. В феврале 2008 г. тринадцать игроков «Оспрейз» были вызваны в состав сборной Уэльса для участия в матче Кубка шести наций против Англии. Таким образом был установлен новый рекорд по количеству игроков из одного региона, представляющих национальную команду. В сезоне 2007/08 клуб впервые дошёл до четвертьфинала кубка Хейнекен, где неожиданно уступил «Сарацинам» 10:19. Однако уже на следующей неделе регбисты одержали победу в Англо-валлийском кубке, превзойдя «Лестер Тайгерс» на «Туикенеме» 23:9.

### 2008—2011
В феврале 2008 г. Эндрю Оур был назначен директором «Оспрейз» по контролю за качеством игры (англ. elite performance director). До этого специалист выполнял аналогичные функции в Регбийном союзе Новой Зеландии.
Четвёртое место в лиге и неожиданное поражение в четвертьфинале кубка Хейнекен от «Сарацинов» вынудили Лина Джонса уйти с должности по итогам сезона 2007/08. С 16 мая 2008 г. ассистент главного тренера Шон Холли и тренер атаки Джонатан Хамфрис работали без наставника, пока 29 января 2009 года на должность главного тренера не был назначен Скотт Джонсон, в прошлом работавший со сборной Уэльса.
21 апреля стал известен состав «Британских и ирландских львов», отправлявшихся в турне по Южной Африке. В число вызванных попали шесть регбистов клуба: Ли Бёрн (фулбэк), Томми Боуи, Шейн Уильямс (винги), Майк Филлипс (скрам-хав), Элан Уин Джонс (лок) и Адам Риз Джонс (проп). Сюрпризом стало отсутствие в списке «львов» капитана «Оспрейз» и сборной Уэльса Райана Джонса. 9 мая клуб объявил о подписании контракта с бывшим капитаном «Олл Блэкс» Джерри Коллинзом, который играл в составе главной новозеландской команды с 2004 по 2008 гг.
10 апреля 2010 г. «скопы» проиграли «Биаррицу» (28:29), снова упустив возможность сыграть в полуфинале кубка Хейнекен. Попытка Никки Уокера в конце матча в Сан-Себастьяне оказалась напрасной. 29 мая команда стала победителем Кельтской лиги, переиграв в финале «Ленстер» со счётом 17:12. Матч прошёл на «РДС Арене» в Дублине.
26 апреля 2011 г. Эндрю Оур перешёл на должность исполнительного директора (англ. chief operations officer) в регионе.
Сезон 2010/11 не принёс клубу новых титулов. Несмотря на выигрыш во всех домашних матчах группового этапа кубка Хейнекен, «Оспрейз» не смогли выйти в плей-офф. Команда не смогла одержать ни одной гостевой победы, и в результате дальше прошли «Манстер» и «Тулон». Ещё одну победу над валлийцами «Манстер» оформил 14 мая 2011 г. в полуфинале Кельтской лиги. Игра прошла на стадионе «Томонд Парк».

### 2012—н.в.
Бывший игрок команды Стив Тэнди был назначен главным тренером 15 февраля 2012 г., заменив на этом посту Шона Холли. Скотт Джонсон также покинул клуб, намереваясь тренировать шотландскую сборную. Финальная игра Холли и Джонсона в «Оспрейз» завершилась гостевым поражением от «Биаррица» (5:36). Это поражение лишило команду европейских перспектив: выездные матчи вновь помешали клубу добиться международного успеха. Новый тренер Тэнди в своих первых десяти матчах праздновал победу восемь раз. Главной из них стала победа в финале Про12 над «Ленстером» со счётом 31:30. Автором последней попытки стал Шейн Уильямс, проводивший последний матч за «Оспрейз». По результатам регулярной части сезона 2014/15 «Оспрейз» заняли 3-е место, но в полуфинале плей-офф проиграли «Манстеру» со счётом 18:21.

## Стадионы
В первых двух сезонах «Нит-Суонси Оспрейз» играли свои матчи на двух стадионах: «Сент Хеленс» (домашний стадион «Суонси») и «Нолле» (домашний стадион «Нита»). К сезону 2005/06 был построен «Либерти Стэдиум», который команда с тех пор делит со «Суонси Сити». С 2010 года, после того как один из матчей Англо-валлийского кубка был проведён на «Брюэри Филд», команда проводит некоторые встречи на этом стадионе.

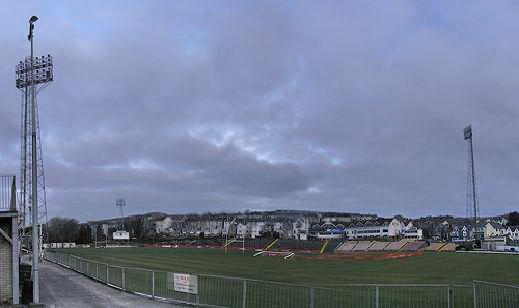
«Сент Хеленс», стадион «Нит-Суонси Оспрейз» в 2003—2005 гг.
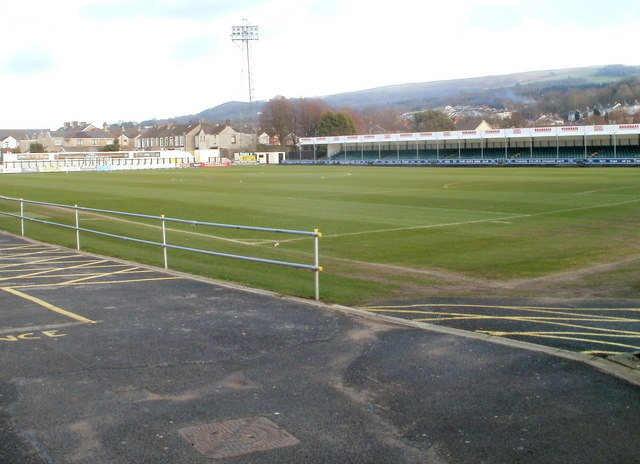
«Нолл», стадион «Нит-Суонси Оспрейз» в 2003—2005 гг.
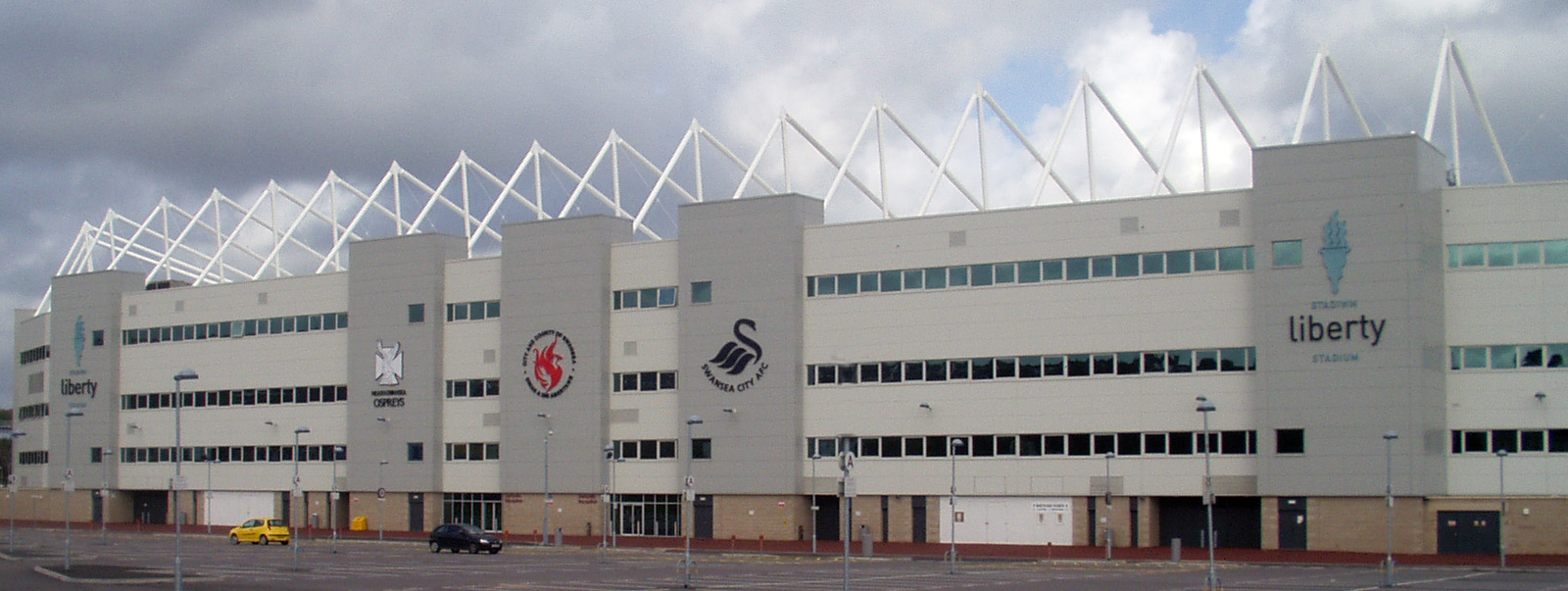
«Либерти Стэдиум», стадион «Оспрейз» с 2005 года
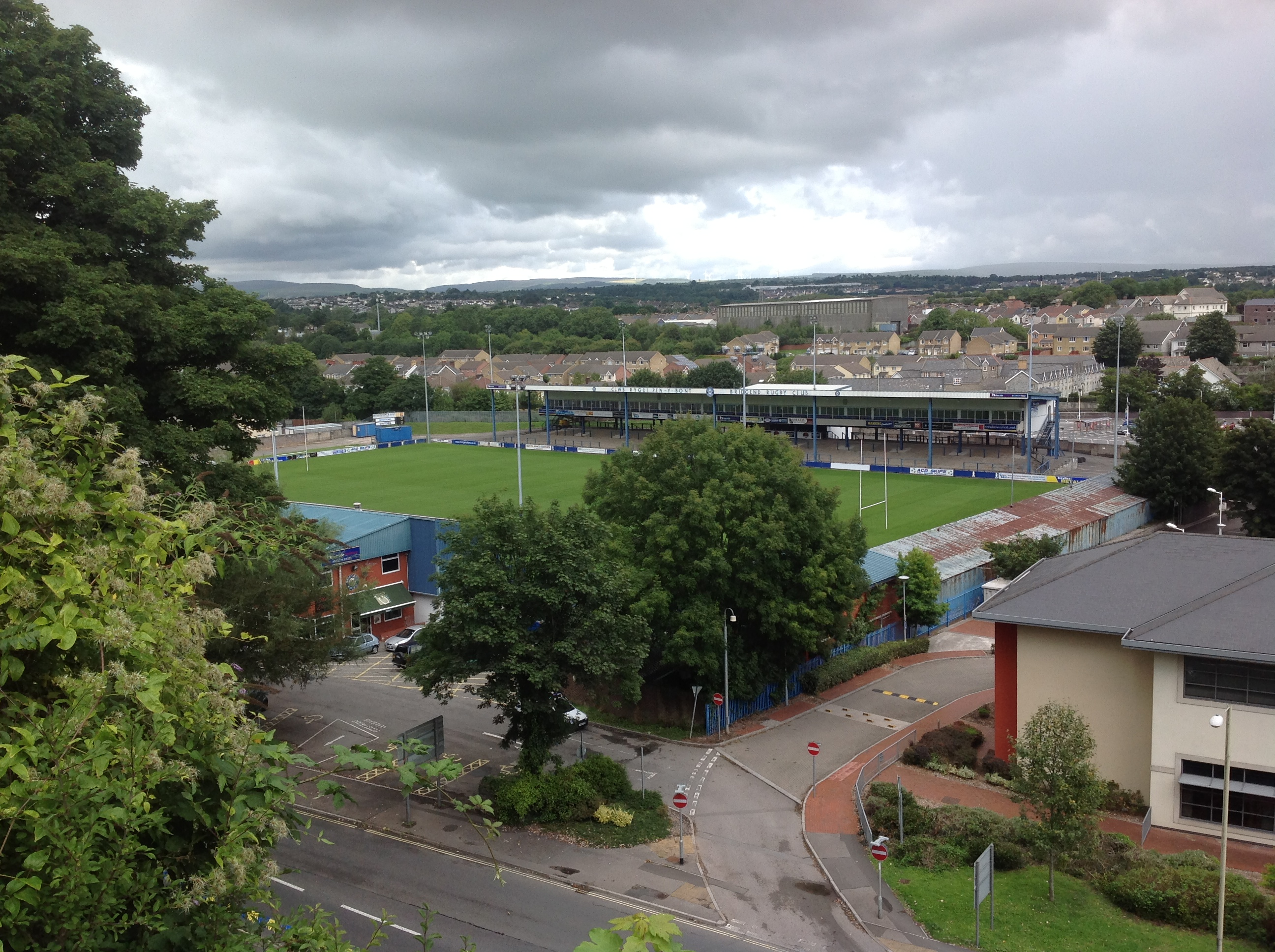
«Брюэри Филд», вспомогательный стадион с 2010 года

## Достижения
- Про12:
  - Чемпион: 2004/05, 2006/07, 2009/10, 2011/12.
- Англо-валлийский кубок:
  - Победитель: 2007/08.
  - Финалист: 2006/07.

## Выступления

### Кельтская лига /Про12
| Сезон   | Позиция   | Игр                               | Побед                             | Вничью                            | Поражений                         | Бонус                             | Очков                             |                                   |                                   |
| ------- | --------- | --------------------------------- | --------------------------------- | --------------------------------- | --------------------------------- | --------------------------------- | --------------------------------- | --------------------------------- | --------------------------------- |
| 2003/04 | 5-я       | 22                                | 11                                | 1                                 | 10                                | 9                                 | 55                                |                                   |                                   |
| 2004/05 | 1-я       | 20                                | 16                                | 1                                 | 3                                 | 10                                | 76                                |                                   |                                   |
| 2005/06 | 7-я       | 22*                               | 11                                | 0                                 | 9                                 | 3                                 | 55                                |                                   |                                   |
| 2006/07 | 1-я       | 20                                | 14                                | 0                                 | 6                                 | 8                                 | 64                                |                                   |                                   |
| 2007/08 | 7-я       | 18                                | 6                                 | 1                                 | 11                                | 11                                | 37                                |                                   |                                   |
| 2008/09 | 4-я       | 18                                | 11                                | 0                                 | 7                                 | 8                                 | 52                                |                                   |                                   |
| 2009/10 | 2-я       | 18                                | 13                                | 0                                 | 5                                 | 6                                 | 52                                |                                   |                                   |
| 2009/10 | Полуфинал | «Оспрейз» 20:15 «Глазго Уорриорз» | «Оспрейз» 20:15 «Глазго Уорриорз» | «Оспрейз» 20:15 «Глазго Уорриорз» | «Оспрейз» 20:15 «Глазго Уорриорз» | «Оспрейз» 20:15 «Глазго Уорриорз» | «Оспрейз» 20:15 «Глазго Уорриорз» | «Оспрейз» 20:15 «Глазго Уорриорз» | «Оспрейз» 20:15 «Глазго Уорриорз» |
| 2009/10 | Финал     | «Ленстер» 12:17 «Оспрейз»         | «Ленстер» 12:17 «Оспрейз»         | «Ленстер» 12:17 «Оспрейз»         | «Ленстер» 12:17 «Оспрейз»         | «Ленстер» 12:17 «Оспрейз»         | «Ленстер» 12:17 «Оспрейз»         | «Ленстер» 12:17 «Оспрейз»         | «Ленстер» 12:17 «Оспрейз»         |
| 2010/11 | 4-я       | 22                                | 12                                | 1                                 | 9                                 | 13                                | 63                                |                                   |                                   |
| 2010/11 | Полуфинал | «Манстер» 18:11 «Оспрейз»         | «Манстер» 18:11 «Оспрейз»         | «Манстер» 18:11 «Оспрейз»         | «Манстер» 18:11 «Оспрейз»         | «Манстер» 18:11 «Оспрейз»         | «Манстер» 18:11 «Оспрейз»         | «Манстер» 18:11 «Оспрейз»         | «Манстер» 18:11 «Оспрейз»         |
| 2011/12 | 2-я       | 22                                | 16                                | 1                                 | 5                                 | 5                                 | 71                                |                                   |                                   |
| 2011/12 | Полуфинал | «Оспрейз» 45:15 «Манстер»         | «Оспрейз» 45:15 «Манстер»         | «Оспрейз» 45:15 «Манстер»         | «Оспрейз» 45:15 «Манстер»         | «Оспрейз» 45:15 «Манстер»         | «Оспрейз» 45:15 «Манстер»         | «Оспрейз» 45:15 «Манстер»         | «Оспрейз» 45:15 «Манстер»         |
| 2011/12 | Финал     | «Ленстер» 30:31 «Оспрейз»         | «Ленстер» 30:31 «Оспрейз»         | «Ленстер» 30:31 «Оспрейз»         | «Ленстер» 30:31 «Оспрейз»         | «Ленстер» 30:31 «Оспрейз»         | «Ленстер» 30:31 «Оспрейз»         | «Ленстер» 30:31 «Оспрейз»         | «Ленстер» 30:31 «Оспрейз»         |
| 2012/13 | 5-я       | 22                                | 14                                | 1                                 | 7                                 | 4                                 | 62                                |                                   |                                   |
| 2013/14 | 5-я       | 22                                | 13                                | 1                                 | 8                                 | 6                                 | 66                                |                                   |                                   |
| 2014/15 | 3-я       | 22                                | 16                                | 1                                 | 5                                 | 8                                 | 74                                |                                   |                                   |
| 2014/15 | Полуфинал | «Манстер» 21:18 «Оспрейз»         | «Манстер» 21:18 «Оспрейз»         | «Манстер» 21:18 «Оспрейз»         | «Манстер» 21:18 «Оспрейз»         | «Манстер» 21:18 «Оспрейз»         | «Манстер» 21:18 «Оспрейз»         | «Манстер» 21:18 «Оспрейз»         | «Манстер» 21:18 «Оспрейз»         |

* В том числе 2 «свободных уикенда», которые оцениваются в 4 очка каждый.
- Статистика согласно Competition Table:Guinness PRO12 (англ.). GuinnessPRO12. Дата обращения: 12 декабря 2015. Архивировано 9 декабря 2015 года..

### Кельтский кубок
| Сезон   | Раунд | Матчи                                       |
| ------- | ----- | ------------------------------------------- |
| 2003/04 | 1-й   | «Ленстер Лайонз» 35:21 «Нит-Суонси Оспрейз» |

### Кубок Хейнекен/Кубок европейских чемпионов
| Сезон   | Группа / раунд | Позиция                    | Игр                        | Побед                      | Вничью                     | Поражений                  | Бонус                      | Очков                      |                            |
| ------- | -------------- | -------------------------- | -------------------------- | -------------------------- | -------------------------- | -------------------------- | -------------------------- | -------------------------- | -------------------------- |
| 2003/04 | Группа 2       | 4-я                        | 6                          | 1                          | 0                          | 5                          | 0                          | 4                          |                            |
| 2004/05 | Группа 4       | 3-я                        | 6                          | 3                          | 0                          | 3                          | 2                          | 14                         |                            |
| 2005/06 | Группа 4       | 3-я                        | 6                          | 2                          | 0                          | 4                          | 1                          | 9                          |                            |
| 2006/07 | Группа 3       | 2-я                        | 6                          | 4                          | 1                          | 1                          | 2                          | 20                         |                            |
| 2007/08 | Группа 2       | 2-я                        | 6                          | 5                          | 0                          | 1                          | 1                          | 21                         |                            |
| 2007/08 | Четвертьфинал  | «Сарацина» 19:10 «Оспрейз» | «Сарацина» 19:10 «Оспрейз» | «Сарацина» 19:10 «Оспрейз» | «Сарацина» 19:10 «Оспрейз» | «Сарацина» 19:10 «Оспрейз» | «Сарацина» 19:10 «Оспрейз» | «Сарацина» 19:10 «Оспрейз» | «Сарацина» 19:10 «Оспрейз» |
| 2008/09 | Группа 3       | 2-я                        | 6                          | 4                          | 0                          | 2                          | 4                          | 20                         |                            |
| 2008/09 | Четвертьфинал  | «Манстер» 43:9 «Оспрейз»   | «Манстер» 43:9 «Оспрейз»   | «Манстер» 43:9 «Оспрейз»   | «Манстер» 43:9 «Оспрейз»   | «Манстер» 43:9 «Оспрейз»   | «Манстер» 43:9 «Оспрейз»   | «Манстер» 43:9 «Оспрейз»   | «Манстер» 43:9 «Оспрейз»   |
| 2009/10 | Группа 3       | 2-я                        | 6                          | 4                          | 1                          | 1                          | 2                          | 20                         |                            |
| 2009/10 | Четвертьфинал  | «Биарриц» 29:28 «Оспрейз»  | «Биарриц» 29:28 «Оспрейз»  | «Биарриц» 29:28 «Оспрейз»  | «Биарриц» 29:28 «Оспрейз»  | «Биарриц» 29:28 «Оспрейз»  | «Биарриц» 29:28 «Оспрейз»  | «Биарриц» 29:28 «Оспрейз»  | «Биарриц» 29:28 «Оспрейз»  |
| 2010/11 | Группа 3       | 3-я                        | 6                          | 3                          | 0                          | 3                          | 2                          | 14                         |                            |
| 2011/12 | Группа 5       | 3-я                        | 6                          | 2                          | 1                          | 3                          | 3                          | 13                         |                            |
| 2012/13 | Группа 2       | 3-я                        | 6                          | 2                          | 1                          | 3                          | 2                          | 12                         |                            |
| 2013/14 | Группа 1       | 4-я                        | 6                          | 1                          | 0                          | 5                          | 1                          | 5                          |                            |
| 2014/15 | Группа 5       | 3-я                        | 6                          | 1                          | 0                          | 5                          | 0                          | 4                          |                            |

- Статистика согласно Historic Pool Tables Champions Cup (англ.). EPCRugby. Дата обращения: 12 декабря 2015. Архивировано из оригинала 1 марта 2017 года..

### Англо-валлийский кубок
| Сезон   | Группа / раунд | Позиция                          | Игр                              | Побед                            | Вничью                           | Поражений                        | Бонус                            | Очков                            |                                  |
| ------- | -------------- | -------------------------------- | -------------------------------- | -------------------------------- | -------------------------------- | -------------------------------- | -------------------------------- | -------------------------------- | -------------------------------- |
| 2005/06 | Группа A       | 3-я                              | 3                                | 1                                | 0                                | 2                                | 2                                | 6                                |                                  |
| 2006/07 | Группа A       | 1-я                              | 3                                | 3                                | 0                                | 0                                | 2                                | 14                               |                                  |
| 2006/07 | Полуфинал      | «Оспрейз» 27:10 «Кардифф Блюз»   | «Оспрейз» 27:10 «Кардифф Блюз»   | «Оспрейз» 27:10 «Кардифф Блюз»   | «Оспрейз» 27:10 «Кардифф Блюз»   | «Оспрейз» 27:10 «Кардифф Блюз»   | «Оспрейз» 27:10 «Кардифф Блюз»   | «Оспрейз» 27:10 «Кардифф Блюз»   | «Оспрейз» 27:10 «Кардифф Блюз»   |
| 2006/07 | Финал          | «Лестер Тайгерс» 41:35 «Оспрейз» | «Лестер Тайгерс» 41:35 «Оспрейз» | «Лестер Тайгерс» 41:35 «Оспрейз» | «Лестер Тайгерс» 41:35 «Оспрейз» | «Лестер Тайгерс» 41:35 «Оспрейз» | «Лестер Тайгерс» 41:35 «Оспрейз» | «Лестер Тайгерс» 41:35 «Оспрейз» | «Лестер Тайгерс» 41:35 «Оспрейз» |
| 2007/08 | Группа C       | 1-я                              | 3                                | 3                                | 0                                | 0                                | 2                                | 14                               |                                  |
| 2007/08 | Полуфинал      | «Оспрейз» 30:3 «Сарацины»        | «Оспрейз» 30:3 «Сарацины»        | «Оспрейз» 30:3 «Сарацины»        | «Оспрейз» 30:3 «Сарацины»        | «Оспрейз» 30:3 «Сарацины»        | «Оспрейз» 30:3 «Сарацины»        | «Оспрейз» 30:3 «Сарацины»        | «Оспрейз» 30:3 «Сарацины»        |
| 2007/08 | Финал          | «Оспрейз» 23:6 «Лестер Тайгерс»  | «Оспрейз» 23:6 «Лестер Тайгерс»  | «Оспрейз» 23:6 «Лестер Тайгерс»  | «Оспрейз» 23:6 «Лестер Тайгерс»  | «Оспрейз» 23:6 «Лестер Тайгерс»  | «Оспрейз» 23:6 «Лестер Тайгерс»  | «Оспрейз» 23:6 «Лестер Тайгерс»  | «Оспрейз» 23:6 «Лестер Тайгерс»  |
| 2008/09 | Группа C       | 1-я                              | 3                                | 2                                | 0                                | 1                                | 2                                | 10                               |                                  |
| 2008/09 | Полуфинал      | «Глостер» 17:0 «Оспрейз»         | «Глостер» 17:0 «Оспрейз»         | «Глостер» 17:0 «Оспрейз»         | «Глостер» 17:0 «Оспрейз»         | «Глостер» 17:0 «Оспрейз»         | «Глостер» 17:0 «Оспрейз»         | «Глостер» 17:0 «Оспрейз»         | «Глостер» 17:0 «Оспрейз»         |
| 2009/10 | Группа 1       | 4-я                              | 4                                | 1                                | 0                                | 3                                | 1                                | 5                                |                                  |
| 2010/11 | Группа 4       | 3-я                              | 4                                | 3                                | 0                                | 1                                | 2                                | 14                               |                                  |
| 2011/12 | Группа 1       | 3-я                              | 4                                | 1                                | 0                                | 3                                | 1                                | 5                                |                                  |
| 2012/13 | Группа 4       | 3-я                              | 4                                | 1                                | 0                                | 3                                | 2                                | 6                                |                                  |
| 2013/14 | Группа 3       | 2-я                              | 4                                | 1                                | 0                                | 3                                | 2                                | 6                                |                                  |
| 2014/15 | Группа 4       | 2-я                              | 4                                | 1                                | 0                                | 3                                | 1                                | 6                                |                                  |

- Статистика согласно Anglo-Welsh Cup  :  Quickview (англ.). itsrugby.co.uk. Дата обращения: 12 декабря 2015. Архивировано 4 марта 2016 года.

## Текущий состав
Сезон 2015/16:
| Игрок            | Позиция | Ассоциация |
| ---------------- | ------- | ---------- |
| Скотт Болдуин    | Хукер   | Уэльс      |
| Мэттью Дуайер    | Хукер   | Уэльс      |
| Скотт Оттен      | Хукер   | Уэльс      |
| Сэм Перри        | Хукер   | Уэльс      |
| Дмитрий Архип    | Проп    | Молдавия   |
| Райан Бевингтон  | Проп    | Уэльс      |
| Ма’афу Фиа       | Проп    | Тонга      |
| Пол Джеймс       | Проп    | Уэльс      |
| Арон Джарвис     | Проп    | Англия     |
| Ники Смит        | Проп    | Уэльс      |
| Дэн Сутер        | Проп    | Уэльс      |
| Гарет Томас      | Проп    | Уэльс      |
| Марк Томас       | Проп    | Уэльс      |
| Ллойд Эшли       | Лок     | Уэльс      |
| Ринье Бернардо   | Лок     | ЮАР        |
| Родри Хьюз       | Лок     | Уэльс      |
| Элан Уин Джонс   | Лок     | Уэльс      |
| Рори Торнтон     | Лок     | Уэльс      |
| Тайлер Ардрон    | Фланкер | Канада     |
| Адам Бирд        | Фланкер | Уэльс      |
| Ифереими Боладау | Фланкер | Фиджи      |
| Джордан Колльер  | Фланкер | Уэльс      |
| Олли Крэкнелл    | Фланкер | Уэльс      |
| Ллойд Эванс      | Фланкер | Уэльс      |
| Джеймс Кинг      | Фланкер | Уэльс      |
| Дэн Лидиэт       | Фланкер | Уэльс      |
| Джастин Типьюрик | Фланкер | Уэльс      |
| Сэм Андерхилл    | Фланкер | Англия     |
| Дэн Бейкер       | Номер 8 | Уэльс      |
| Джо Бирмен       | Номер 8 | Англия     |
| Гарет Делв       | Номер 8 | Уэльс      |

| Игрок            | Позиция   | Ассоциация     |
| ---------------- | --------- | -------------- |
| Том Хэбберфилд   | Скрам-хав | Уэльс          |
| Брендон Леонард  | Скрам-хав | Новая Зеландия |
| Мартин Робертс   | Скрам-хав | Уэльс          |
| Риз Уэбб         | Скрам-хав | Уэльс          |
| Дэн Биггар       | Флай-хав  | Уэльс          |
| Сэм Дэвис        | Флай-хав  | Уэльс          |
| Элед Дженкинс    | Центр     | Уэльс          |
| Эшли Бек         | Центр     | Уэльс          |
| Джон Матавеси    | Центр     | Фиджи          |
| Джонатан Спратт  | Центр     | Уэльс          |
| Бен Джон         | Центр     | Уэльс          |
| Оуэн Уоткин      | Центр     | Уэльс          |
| Ханно Дирксен    | Винг      | ЮАР            |
| Эли Уокер        | Винг      | Уэльс          |
| Том Грэбэм       | Винг      | Уэльс          |
| Джефф Хасслер    | Винг      | Канада         |
| Дафидд Хоуэллс   | Винг      | Уэльс          |
| Кристиан Филлипс | Винг      | Уэльс          |
| Ричард Фасселл   | Фулбэк    | Уэльс          |
| Дэниел Эванс     | Фулбэк    | Уэльс          |

- Выделены игроки, вызывавшиеся в состав своих сборных.

## Известные игроки и тренеры

### «Британские и ирландские львы»
Эти игроки вызывались в состав «Британских и ирландских львов» во время выступлений за «Оспрейз»:
| - Брент Кокбейн: 2005 - Гевин Хенсон: 2005 - Райан Джонс: 2005, 2009 - Шейн Уильямс: 2005, 2009 - Томми Боуи: 2009 - Ли Бёрн: 2009 - Адам Риз Джонс: 2009 - Элан Уин Джонс: 2009 - Майк Филлипс: 2009 - Джеймс Хук: 2009 - Ричард Хиббард: 2013 - Иан Эванс: 2013 - Джастин Типьюрик: 2013 |

### «Центурионы»
Регбисты, которые провели за «Оспрейз» 100 и более матчей.
| - Барри Уильямс: 2003—2007 - Шон Коннор: 2003—2008 - Стив Тэнди: 2003—2010 - Хью Беннетт: 2003—2012 - Пол Джеймс: 2003—2012 - Кэй Гриффитс: 2003—2012 - Шейн Уильямс: 2003—2012 - Джеймс Хук: 2004—2012 - Сонни Паркер: 2004—2012 - Адам Риз Джонс: 2003—н. в. | - Данкан Джонс: 2003—н. в. - Джонатан Томас: 2003—н. в. - Эндрю Бишоп: 2004—н. в. - Ричард Хиббард: 2004—2014 - Райан Джонс: 2004—н. в. - Йен Ивэнс: 2005—н. в. - Элан Уин Джонс: 2005—н. в. - Никки Уокер: 2006—2012 - Йен Гоу: 2007—н. в. - Дэн Биггар: 2007—н. в. | - Эшли Бек: 2007—н. в. - Райан Бевингтон: 2007—н. в. - Ричард Фасселл: 2010—н. в. - Джеймс Кинг: 2009—2021 - Джастин Типьюрик: 2009—н. в. - Риз Уэбб: 2007—н. в. |

### Известные зарубежные игроки
Известные регбисты не из Уэльса, сыгравшие 20 и более матчей за свои национальные сборные:
- Тайлер Ардрон
- Фил Мак
- Чонси О’Тул
- Люк Тейт
- Тито Тибальди
- Томми Боуи
- Джерри Коллинз
- Джастин Маршалл
- Марти Оула
- Кан Фотуали’и
- Филипо Левай
- Элвис Севеали’и
- Джордж Стауэрс
- Никки Уокер
- Стефан Тербланш
- Рики Дженуари
- Хейл Ти-Поул

### Бывшие тренеры
- Лин Джонс (2003—2008)
- Шон Холли (2008—2012)
- Скотт Джонсон (2009—2012)
- Аллен Кларк (2018—2019)
- Карл Хогг (2019—2020)
- Тоби Бут (2020—2024)
- Марк Джонс (2025—н.в.)

## ERC Elite Awards
Во время десятого розыгрыша кубка Хейнекен организаторы ввели систему, которая отмечает достижения лучших игроков и команд в этом турнире.
«Оспрейз» был отмечен командной наградой за 50 матчей в кубке Хейнекен и Кубке европейских чемпионов. Всего клуб провёл 78 матчей в главном регбийном еврокубке.
Ряд игроков «Оспрейз» получил индивидуальную награду за 50 матчей в кубке Хейнекен и Кубке европейских чемпионов:
- Ян Гоф
- Адам Джонс
- Дункан Джонс
- Шейн Уильямс
- Джонатан Томас
- Сонни Паркер

Данные на 13 декабря 2015